# Handle This
Handle This — четвертий та останній сингл з міні-альбому All Killer No Filler канадської панк-групи Sum 41. Цей сингл був виданий тільки в Німеччині та включає концерті версія пісень «Motivation» та «Makes No Difference»

## Кліп
Кліп на пісню «Handle This» схожий на кліп на пісню «Over My Head (Better Off Dead)», в ньому також показано відео з концертів та різні приколи у виконані групи.

## Список пісень
1. Handle This
2. Motivation (live)
3. Makes No Difference (live)

## Виконавці
- Деррік «Bizzy D» Уіблі — гітара, вокал
- Дейв «Brownsound» Бекш (Dave Baksh) — гітара, бек-вокал
- Джейсон «Cone» МакКеслін — бас-гітара, бек-вокал
- Стів «Stevo32» Джокс — ударні, бек-вокал